# Christine Groult
Christine Groult (geb. 19. Februar 1950 in Caen, Frankreich) ist eine französische Komponistin elektroakustischer Musik.

## Werdegang
Schon früh interessierte sich Christine Groult für die zeitgenössische Musik, vor allem die Musique concrète, die sie über das Radio kennenlernte. Bereits als Kind beschäftigte sie sich mit Hilfe eines tragbaren Tonbandgerätes mit eigenen field recordings. Nach ersten Gesangsstunden am Konservatorium in Caen begann sie ihre musikalische Ausbildung zu Beginn der 1970er Jahre in der Groupe de recherches musicales (GRM) bei Pierre Schaeffer, wechselte aber schon 1972 an das neu gegründete, experimentell ausgerichtete Conservatoire de Pantin (CRD) zu Michel Decoust. Zudem studierte sie Musikwissenschaft an der Sorbonne.
Von 1976 bis 1986 folgte sie Decoust als Assistentin in die pädagogische Abteilung des IRCAM. Anschließend leitete sie von 1985 bis 1990 das Studio de musique électroacoustique am Konservatorium in Chalon-sur-Saône. 1989 erhielt sie ihre Lehrberechtigung (Certificat d'aptitude aux fonctions de professeur de musique, CA) und lehrt seit 1990 in Pantin elektroakustische Komposition.

## Werk
Christine Groult komponiert ausschließlich elektroakustische Musik. Ihre eigenständige kompositorische Tätigkeit begann gegen 1985 mit dem Wechsel an das Studio de musique électroacoustique in Chalon. Dabei gilt ihr Interesse vor allem der Musique concrète, also der Arbeit mit vorgefundenen Klängen.

„Ich hänge sehr an dieser Idee der elektroakustischen konkreten Musik, bei der man nichts sieht, und bei der deshalb der klanglichen Imagination und allem, was mit dem Gedächtnis verbunden ist, im Sinne einer Vision eine wichtige Rolle zukommt. Das heißt, in den Köpfen der Hörer Bilder entstehen zu lassen, das ist es, was mich interessiert!“

In ihren Kompositionen verarbeitet sie Einflüsse aus vielen, auch außereuropäischen, Bereichen. Wichtig war neben den Ideen von Pierre Henry und Pierre Schaeffer zudem die Auseinandersetzung mit Luigi Nono und der Einfluss des Gesangs auf ihre klanglichen Vorstellungen.
Seit 2003 beschäftigt sich Groult verstärkt mit ortsbezogenen Klanginstallationen (scénographies musicales) im Innen- und Außenraum, die sie Music in situ nennt. Dabei erforscht sie die Zusammenhänge zwischen Raum und Klang auf verschiedenen Ebenen und versucht, mit der elektroakustischen Musik eine neue Klangsensibilität zu fördern und neue Hörerschichten zu erschließen. Daneben entstehen auch Werke für Film und Theater.

## Diskografie
- 1993: L’Heure Alors S’Incline...  (Metamkine)
- 1993: Lame De Fond (Body & Soul)
- 2006: Etincelles (Motus)
- 2006: La Condition Captive (trAce Label)
- 2015: Nahash, mit Beatriz Ferreyra (trAce Label)